# Trường Đại học Giao thông Vận tải
Trường Đại học Giao thông Vận tải (tiếng Anh: University of Transport and Communications, tên viết tắt: UTC) là một trường đại học công lập đứng đầu ngành GTVT,  theo định hướng nghiên cứu, có nhiệm vụ đào tạo các chuyên ngành thuộc lĩnh vực về kỹ thuật và kinh tế trong Giao thông Vận tải của Việt Nam. Trường Đại học Giao thông Vận tải có tiền thân là Trường Cao đẳng Công chính (bắt đầu đào tạo từ 1902 thời thuộc Pháp) được khai giảng lại dưới chính quyền cách mạng ngày 15 tháng 11 năm 1945 theo Sắc lệnh của Chủ tịch Hồ Chí Minh; Nghị định thư ngày 08/10/1945 của Bộ trưởng Quốc gia Giáo dục Vũ Đình Hòe và ngày 14/11/1945 của Bộ trưởng Bộ Giao thông công chính Đào Trọng Kim. Tháng 8/1960, Ban Xây dựng Trường Đại học Giao thông vận tải được thành lập và tuyển sinh khóa 1 trình độ Đại học. Ngày 24/03/1962, trường chính thức mang tên Trường Đại học Giao thông vận tải theo Quyết định số 42/CP ngày 24/03/1962 của Hội đồng Chính phủ. Trường Đại học Giao thông Vận tải là trường  đại học đa ngành về kỹ thuật, công nghệ và kinh tế, có mục tiêu trở thành  Đại học trọng điểm quốc gia.

## Các cơ sở đào tạo

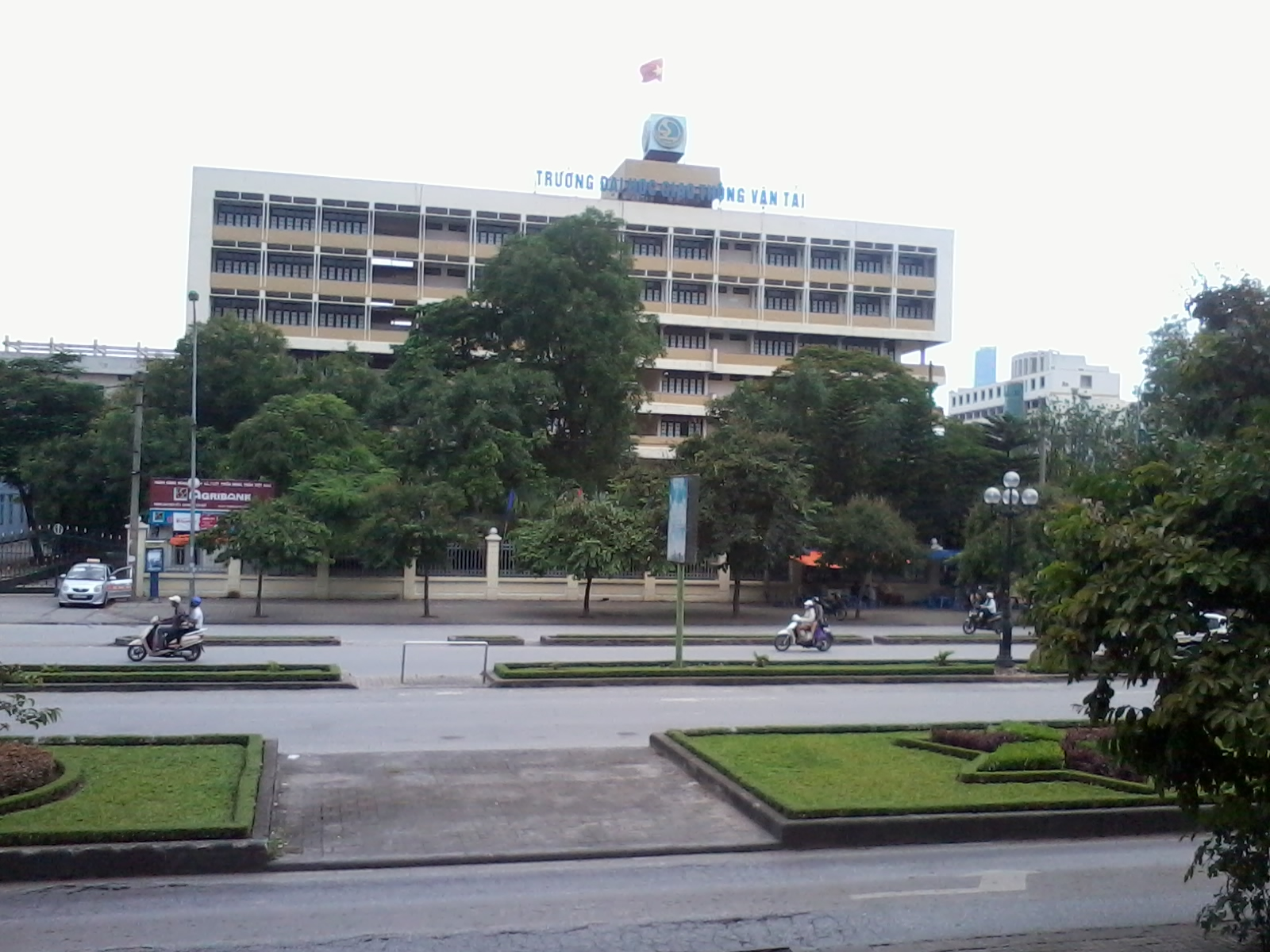
Trường đại học Giao thông Vận tải Hà Nội

- Cơ sở tại Hà Nội: Số 3 đường Cầu Giấy, phường Láng Thượng, quận Đống Đa, thành phố Hà Nội
- Cơ sở 2 (Phân hiệu)  tại Thành phố Hồ Chí Minh: 450 Lê Văn Việt, phường Tăng Nhơn Phú A, thành phố Thủ Đức, Thành phố Hồ Chí Minh.

## Lịch sử
Năm 1902,Trường Công chính được thành lập với mục đích đào tạo người Việt Nam cho các cơ quan công chính. Sau khi đất nước giành được độc lập 2/9/1945, ngày 15 tháng 11 năm 1945, Chủ tịch Hồ Chí Minh ký sắc lệnh khai giảng lại Nhà trường với tên gọi Trường Cao đẳng Công chính Việt Nam. Ngày 15/11 hàng năm được lấy là ngày Truyền thống của Trường. Từ năm 1945 đến nay, trải qua nhiều đổi thay Trường đã lần lượt trải qua các cột mốc và mang các tên gọi sau:
- Ngày 13/4/1946 Chủ tịch Hồ Chí Minh ký sắc lệnh đổi tên Trường Cao đẳng Công chính Việt Nam thành Trường Đại học Công chính;
- Tháng 12/1946, Trường ngừng công tác giảng dạy và đào tạo học tập để phục vụ kháng chiến;
- Tháng 10/1947, Trường được tái giảng dạy tại Chùa Viên - Phú Xuyên;
- Tháng 4/1948, Trường rời địa điểm tới huyện Yên Mô tỉnh Ninh Bình;
- Ngày 1/2/1949, theo sắc lệnh số 02/SL và theo nghị quyết số 60 ngày 24/2/1949 Trường Đại học Công Chính đổi tên thành Trường Cao đẳng Kỹ thuật;
- Ngày 1/1/1952 Trường được đổi tên thành Trường Cao đẳng Giao thông Công Chính;
- Tháng 4/1955, Trường trở về Hà Nội tái xây dựng cơ sở mới tại Cầu Giấy;
- Tháng 8/1956, Trường được tách ra thành hai trường Trung cấp giao thông và Trung cấp Thủy Lợi - Kiến Trúc;
- Tháng 8/1960 Bộ Giao thông Vận tải quyết định thành lập ban xây dựng Trường Đại học Giao thông Vận tải;
- Ngày 24/3/1962 Thủ tướng Phạm Văn Đồng ký quyết định số 42/CP thành lập Trường Đại học Giao thông Vận tải, Ngày 24/3 được lấy làm ngày Thành lập Trường;
- Tháng 8/1965 Trường đưa toàn bộ lực lượng đi sơ tán tại Mai Sưu - Lục Nam - Bắc Giang.
- Ngày 23/7/1968 Trường đổi tên thành Đại học Giao thông Đường Sắt và Đường Bộ, đồng thời thành lập phân hiệu Đại học Giao thông Đường Thủy ở Hải Phòng;
- Tháng 9/1969 Trường chuyển từ Mai Sưu về Hà Nội;
- Tháng 7/1983 Trường được bàn giao từ Bộ Giao thông Vận tải sang Bộ Đại học và Trung học chuyên nghiệp (Bộ GD ĐT) quản lý toàn diện;
- Tháng 11/1985 Trường đổi tên thành Trường Đại học Giao thông vận tải;
- Tháng 4/1990 Trường chính thức thành lập cơ sở 2 tại quận 9 thành phố Hồ Chí Minh (nay là Thành phố Thủ Đức, Tp. Hồ Chí Minh).

## Cơ cấu tổ chức

### Đội ngũ cán bộ giảng viên
Đội ngũ Nhà giáo và cán bộ quản lý của Nhà trường hiện có 1120 người; trong đó có 827 Giảng viên với 91 Giáo sư và Phó Giáo sư,  202 tiến sĩ và tiến sĩ khoa học, 489 Thạc sỹ.

### Lãnh đạo Trường hiện nay
- Hiệu trưởng:
  - GS.TS. Nguyễn Ngọc Long
- Các Phó Hiệu trưởng:
  - PGS.TS. Lê Hoài Đức
  - PGS.TS. Nguyễn Văn Hùng
- Hội đồng trường: 
  - Chủ tịch: PGS.TS. Nguyễn Thanh Chương
  - Thư ký: PGS.TS. Bùi Tiến Thành
- Lãnh đạo các đoàn thể:
  - Chủ tịch Công đoàn: Phạm Tiến Dũng
  - Bí thư Đoàn TNCS Hồ Chí Minh: ThS. Nguyễn Văn Khởi
  - Chủ tịch Hội Cựu Chiến binh: KS. Bùi Quang Tuấn

### Các Khoa, Bộ môn trực thuộc
- Khoa Công Trình: gồm 12 Bộ môn
- Khoa Cơ khí: gồm 8 Bộ môn
- Khoa Vận tải - Kinh tế: gồm 7 Bộ môn
- Khoa Điện-Điện tử: gồm 6 Bộ môn
- Khoa Kỹ thuật xây dựng: gồm 3 Bộ môn
- Khoa Công nghệ thông tin: gồm 3 Bộ môn
- Khoa Môi trường và An toàn giao thông: gồm 2 Bộ môn
- Khoa khoa học cơ bản: gồm 8 Bộ môn
- Khoa Lý luận chính trị: gồm 3 Bộ môn
- Khoa Giáo dục quốc phòng: gồm 3 Bộ môn
- Bộ môn giáo dục thể chất
- Khoa Đào tạo quốc tế: gồm 2 Bộ môn
- Khoa Quản lý xây dựng: gồm 2 Bộ môn

## Các Bộ môn thuộc các khoa:
- Khoa Công trình: Bộ môn đường bộ; Bộ môn cầu hầm; Bộ môn đường sắt; Bộ môn Công trình Giao thông Công chính và môi trường Lưu trữ ngày 15 tháng 1 năm 2010 tại Wayback Machine; Bộ môn Tự động hóa thiết kế cầu đường; Bộ môn đường ôtô & sân bay; Bộ môn Công trình giao thông thành phố và công trình thủy; Bộ môn sức bền vật liệu; Bộ môn kết cấu Lưu trữ ngày 9 tháng 7 năm 2013 tại Wayback Machine; Bộ môn trắc địa Lưu trữ ngày 18 tháng 7 năm 2013 tại Wayback Machine; Bộ môn địa kỹ thuật; Bộ môn thủy lực-thủy văn

Năm 2020 Khoa Công trình tuyển sinh 910 chỉ tiêu theo hình thức xét tuyển kết quả thi THPT và xét học bạ. 
(1) Ngành Kỹ thuật xây dựng công trình giao thông
- Chuyên ngành Cầu - Đường bộ. Mã ngành 7580205-01, chỉ tiêu tuyển sinh 350 
- Nhóm chuyên ngành: Đường bộ và Kỹ thuật giao thông đường bộ. Mã ngành 7580205-02, chỉ tiêu tuyển sinh 120
;
- Khoa Cơ khí: Bộ môn Cơ khí ôtô; Bộ môn Máy xây dựng - xếp dỡ; Bộ môn Đầu máy - Toa xe; Bộ môn Thiết kế máy; Bộ môn Kỹ thuật máy; Bộ môn Công nghệ giao thông; Bộ môn Kỹ thuật nhiệt; Bộ môn Động cơ đốt trong[3];
- Khoa Điện - điện tử: Bộ môn kỹ thuật thông tin; Bộ môn tín hiệu giao thông; Bộ môn kỹ thuật viễn thông; Bộ môn điều khiển học; Bộ môn kỹ thuật điện tử; Bộ môn kỹ thuật điện; Bộ môn trang bị điện - điện tử trong công nghiệp và giao thông vận tải[4];
- Khoa Vận tải - Kinh tế: Bộ môn cơ sở kinh tế và quản lý; Bộ môn kinh tế vận tải; Bộ môn vận tải & kinh tế đường sắt; Bộ môn vận tải đường bộ và thành phố; Bộ môn kinh tế vận tải & du lịch; Bộ môn kinh tế bưu chính viễn thông; Bộ môn quản trị kinh doanh[5];
- Khoa Công nghệ thông tin: Bộ môn khoa học máy tính; Bộ môn mạng & các hệ thống thông tin; Bộ môn công nghệ phần mềm[6];
- Khoa Khoa học cơ bản: Bộ môn vật lý; Bộ môn hoá học; Bộ môn hình hoạ - Vẽ kỹ thuật; Bộ môn Nga - Pháp; Bộ môn Anh văn; Bộ môn toán giải tích; Bộ môn Đại số và xác suất thống kê; Bộ môn cơ lý thuyết;
- Khoa giáo dục quốc phòng;
- Bộ môn giáo dục thể chất;
- Khoa Lý luận Chính trị;
- Khoa Kỹ thuật xây dựng: Bộ môn xây dựng cơ sở hạ tầng giao thông vận tải; Bộ môn kết cấu xây dựng; Bộ môn vật liệu xây dựng;
- Khoa môi trường và an toàn giao thông: Bộ môn kỹ thuật môi trường và Bộ môn kỹ thuật an toàn giao thông;
- Khoa Đào Tạo Quốc tế
- Khoa Quản lý xây dựng: Bộ môn kinh tế xây dựng; Bộ môn dự án & quản lý dự án.

## Thành tích
Trong hơn 70 năm hoạt động, Trường Đại học Giao thông Vận tải đã vinh dự được Đảng và Nhà nước trao tặng những phần thưởng cao quý .
- Danh hiệu Anh hùng Lực lượng Vũ trang Nhân dân (2011)
- Danh hiệu Anh hùng Lao động (2007)
- Huân chương Hồ Chí Minh (2005)
- 02 Huân chương Độc lập Hạng Nhất (2000 và 2015)
- Huân chương Độc lập Hạng Nhì (1995)
- Huân chương Độc lập Hạng Ba (1986)
- 03 Huân chương Lao động Hạng Nhất (1982,1990, 2020)
- 02 Huân chương Lao động Hạng Nhì (1977 và 2004)
- 02 Huân chương Lao động Hạng Ba (1966 và 1999)
- Huân chương Kháng chiến Hạng Nhì (1973)
- Huân chương của Lào: 2 huân chương tự do, 1 huân chương lao động hạng nhất, 1 huân chương hữu nghị

## Giải thưởng về khoa học công nghệ
02 giải nhất VIFOTEC trong hai năm liên tục 1996 , 1997 
.